# Tătari lipcani

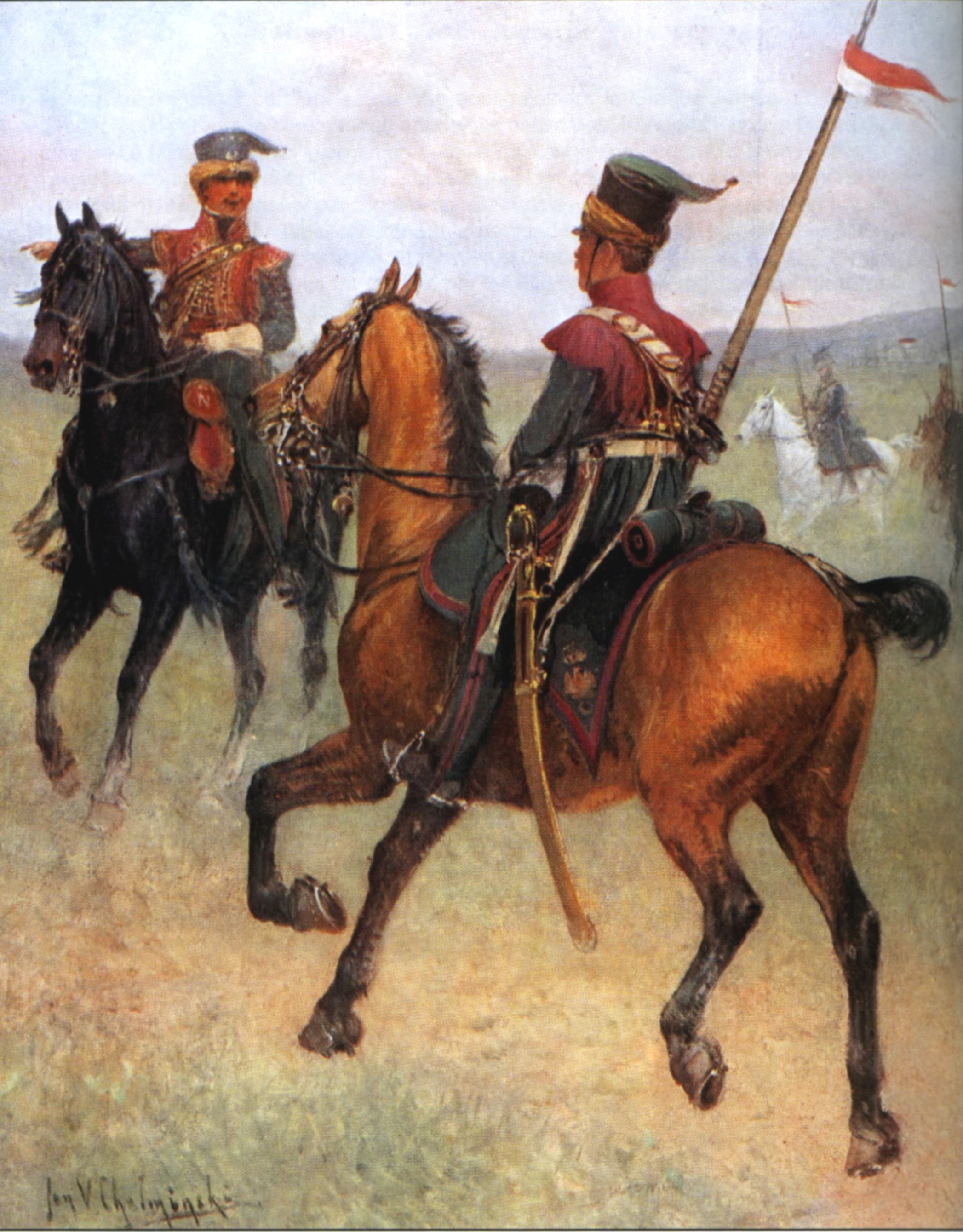
Tătari lituanieni în Armata Napoleoniană sub steagurile Uniunii

Tătarii lipcani (cunoscuți de asemenea ca Tătari lipka, Tătari lituanieni sau Tătari polonezi) au fost un grup de tătari care s-au stabilit în Marele Ducat al Lituaniei la începutul secolului al XIV-lea. Primii coloniști în încercarea de a-și păstra religia lor șamanică au cerut azil în rândul lituanienilor necreștini atunci. Spre sfârșitul secolului al XIV-lea, un alt val de tătari, de religie deja musulmană, au fost invitați în Marele Ducat de către Vitautas cel Mare. Acești tătari s-au stabilit preponderent în Lituania istorică, în jurul orașelor Vilnius, Trakai, Hrodna și Kaunas și mai târziu în alte părți ale ducatului, care a devenit parte a Uniunii polono-lituaniene. Aceste zone cuprind azi Lituania, Belarus și Polonia.
De la bun început, în Lituania, aceștia au fost cunoscuți sub numele de „tătari lipka”. În timp ce și-au menținut religia, ei și-au „unit” soarta cu cea a Creștinilor din Uniune. Începând cu Bătălia de la Grunwald, tătarii lipcani au participat cu regimente de cavalerie ușoară în fiecare campanie militară semnificativă de partea Lituaniei și Poloniei.
Originile tătarilor lipka pot fi urmărite în trecut până la statele descendente al Imperiului Mongol al lui Genghis Han, Hoardei Albe, Hoardei de Aur, Hanatului Crimeei și Hanatului Kazan. Inițial acești tătari au servit ca o castă militară nobilă, dar mai târziu au devenit locuitori urbani, cunoscuți pentru meseriile, caii și abilitățile de grădinărit. De-a lungul secolelor au rezistat asimilării, păstrându-și stilul de viață tradițional. În timp ce au rămas foarte atașați de religie, și-au pierdut limba tătară originală și cea mai mare parte dintre ei a adoptat poloneza. Există încă grupuri mici de tătari lipcani care trăiesc în Belarus, Lituania și Polonia de astăzi, precum și mici comunități în Statele Unite.